# Luise von Winterfeld
Luise von Winterfeld (10 juin 1882 - 21 juillet 1967) est une archiviste et paléographe allemande. Elle est l'une des premières responsables d'un centre d'archives en Allemagne. 

## Biographie
Le 10 juin 1882, Luise Anna Dorothea von Winterfeld naît à Metz, en Lorraine, dans une famille aristocratique allemande. Metz est alors une ville de garnison animée d'Alsace-Lorraine. Après des études en Histoire et en Archivistique, Luise von Winterfeld devient l'une des premières responsables d'un centre d'archives en Allemagne. Elle s'est distinguée comme une historienne et une médiéviste spécialiste de la Hanse et de la ville de Dortmund. Volontiers citée par Marc Bloch, elle est rapidement reconnue pour son esprit critique et son jugement mesuré. Luise von Winterfeld décéda en 1967.

## Publications
- Geschichte der freien Reichs- und Hansestadt Dortmund, Ruhfus, Dortmund, 1977
- Die Dortmunder Wanderschneider- und Erbsassengesellschaft, Verl. d. Hist. Vereins Dortmund, Dortmund, 1920
- Aus der Geschichte des Dortmunder Buchhandels, Verein d. Buchhändler, Dortmund, 1929
- Geschichte der freien Reichs- und Hansestadt Dortmund, Ruhfus, Dortmund, 1956.
- Westfalen, Hanse, Ostseeraum, Aschendorff, Lübeck, 1955
- Die Dortmunder Wandschneider-Gesellschaft, Histor. Verein, Dortmund, 1922
- Dortmunds Stellung in der Hanse, Selbstverl. d. Vereins, Lübeck, 1932
- Handel, Kapital und Patriziat in Köln bis 1400, Hansischer Geschichtsverein, Lübeck, 1925
- Hildebrand Beckinchusen, Friesen-Verlag, Bremen[1929]
- Tidemann Lemberg, Friesen-Verlag, Bremen , 1927
- Wegweiser durch das familiengeschichtliche Schrifttum im Dortmunder Stadtarchiv, Ruhfus, Dortmund, 1941
- Westfälisches Städtewesen und die Hanse, Archivberatgsstelle, 1931
- 100 Jahre Stadtsparkasse zu Dortmund, Stadtsparkasse, Dortmund, 1941
- Reichsleute, Erbsassen und Grundeigentum in Dortmund, Hist. Verein, Dortmund, 1917
- Zur Mallinckrodt-Broschüre von 1942, Aug. Haßlerstrasse, Dortmund, 1942
- Geschichte der freien Reichs- und Hansestadt Dortmund, F. W. Ruhfus, Dortmund, 1934
- Denkschrift über die Besetzung der Stadt Dortmund durch die Franzosen vom 16. Januar 1923 bis zum 22. Oktober 1924, Dortmund, 1926
- Meister Konrad von Soest, ein geborner Dortmunder Bürger und andere Dortmunder Maler